# Lysandra biarcuata
Lysandra biarcuata är en fjärilsart som beskrevs av Courvoisier 1907. Lysandra biarcuata ingår i släktet Lysandra och familjen juvelvingar. Inga underarter finns listade i Catalogue of Life.